# Autonome Socialistiske Sovjetrepublikker i Sovjetunionen
De Autonome Socialistiske Sovjetrepublik (ASSR) i Sovjetunionen (russisk: автономная советская социалистическая республика, АССР) var en administrativ enhed i Sovjetunionen skabt for visse nationer. ASSRerne havde en status lavere end unionen af sovjetrepublikker i Sovjetunionen, men højere end de autonome oblaster og de selvstyrende okruger.
I den Russiske SFSR var formændene for regeringen i ASSRererne således medlemmer af regeringen i RSFSR. I modsætning til de "Socialistiske Sovjetrepublikker (SSR)", havde de autonome republikker ikke har ret til at melde sig ud af Sovjetunionen. Niveauet af politiske, administrative og kulturelle autonomi de nød varierede med tiden, autonomien var mest omfattende i 1920'erne, 1950'erne efter Josef Stalins død, og under Leonid Bresjnev.